# Veit Heiduschka
Veit Heiduschka (Döbeln, 20 de maio de 1938) é um produtor cinematográfico austríaco. Como reconhecimento, foi nomeado ao Oscar 2013 na categoria de Melhor Filme por Amour.